# Eievui
Eievui (イーブイ Ībui), tên tiếng Anh là Eevee, tại Việt Nam còn được biết đến với tên gọi Eevui, là một loài Pokémon trong Pokémon, nhượng quyền thương mại của Nintendo và Game Freak. Được tạo bởi Ken Sugimori, lần đầu tiên nó xuất hiện trong trò chơi điện tử Pokémon Red và Blue, sau đó đã xuất hiện trong các mặt hàng khác nhau, spin-off, và chuyển thể hoạt hình và mặt hàng in ấn. Eievui là Pokémon khởi đầu và là linh vật của Pokémon: Let's Go, Eevee!.
Được biết đến như là Pokémon Tiến hóa trong các trò chơi Pokémon và anime, Eievui là một Pokémon với hình dáng giống mèo, tai thỏ và đuôi cáo với gen di truyền không ổn định, cho phép nó tiến hóa thành một trong tám Pokémon khác nhau, được gọi một cách không chính thức là "Eeveelutions", tuỳ thuộc vào tình hình và điều kiện tiến hóa. Ba tiến hóa đầu tiên, Vaporeon (Showers), Jolteon (Thunders)và Flareon (Booster), đã được giới thiệu cùng với Eievui trong Pokémon Red and Blue. Năm hình thái tiến hóa khác đã được giới thiệu trong các trò chơi Pokémon là Espeon (Eifie), Umbreon (Blacky), Leafeon (Leafia), Glaceon (Glacia), và Sylveon (Nymphia).

## Khái niệm và đặc điểm

Cơ chế tiến hóa được hiển thị nổi bật nhất thông qua Eievui (giữa) và tám tiến hóa của nó. Mỗi loài đòi hỏi một phương pháp khác nhau để phát triển và đại diện nổi bật cho hình dạng mới.

Thiết kế và nghệ thuật cho Eievui và sự phát triển của nó được cung cấp bởi nhà thiết kế và minh họa trò chơi điện tử Nhật Bản  Sugimori Ken, một người bạn của nhà sáng tạo nhượng quyền thương mại Pokémon, Tajiri Satoshi. Tại Nhật Bản, Pokémon được biết đến với cái tên Eievui, một cái tên có tiền tố tương tự như tên tiếng Anh hiện tại của nó. Tuy nhiên, trước khi phiên bản tiếng Anh của các trò chơi được phát hành, Eievui ban đầu sẽ được đặt tên là Eon chứ không phải là Eevee. Nó đã được đổi tên thành "Eevee" ngay trước khi phiên bản tiếng Anh của Pokémon Red and Blue được phát hành. Tại Việt Nam thì đôi khi nó được gọi là Eevui, có thể là kết hợp của tiền tố Ee- từ tên tiếng Anh và -vui từ tên tiếng Nhật hoặc Ibui theo cách phát âm tên của nó trong tiếng nhật
Theo các trò chơi điện tử Pokémon, Eievui là một sinh vật có vú với bộ lông màu nâu, đuôi rậm có đầu màu kem và lông phần cổ cũng có màu kem. Eievui có đôi mắt nâu, đôi tai to và phần đệm chân màu hồng. Loài Pokémon này được cho là có cấu trúc di truyền có hình dạng bất thường, cho phép nó phát triển thành nhiều Pokémon. Eievui và các dạng tiếng hóa của nó được coi là khá hiếm trong các trò chơi, nhưng có thể sống ở hầu hết mọi nơi, vì chúng có thể tiến hóa để phù hợp với môi trường xung quanh.